# Couche d'ozone
 (mai 2009).
Si vous disposez d'ouvrages ou d'articles de référence ou si vous connaissez des sites web de qualité traitant du thème abordé ici, merci de compléter l'article en donnant les références utiles à sa vérifiabilité et en les liant à la section « Notes et références ».

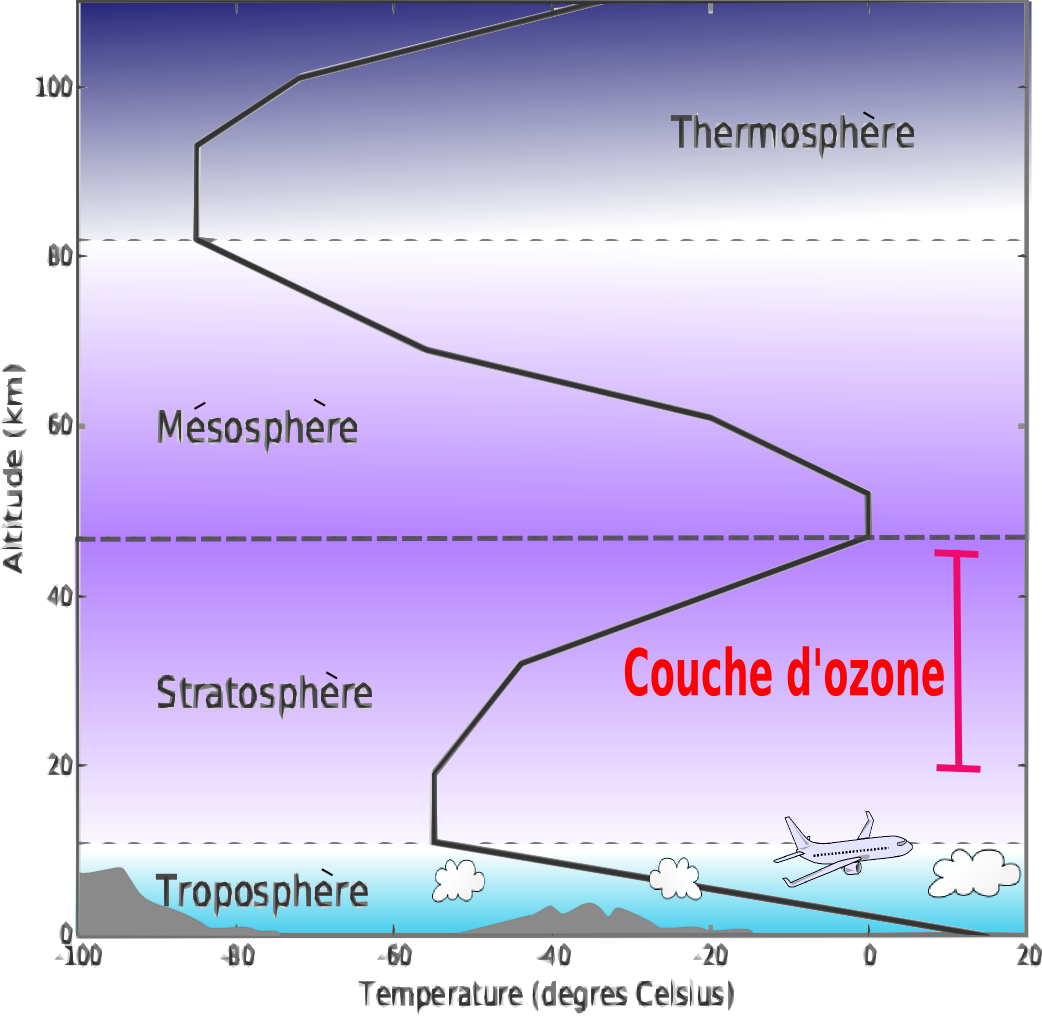
Les différentes couches de l'atmosphère terrestre.

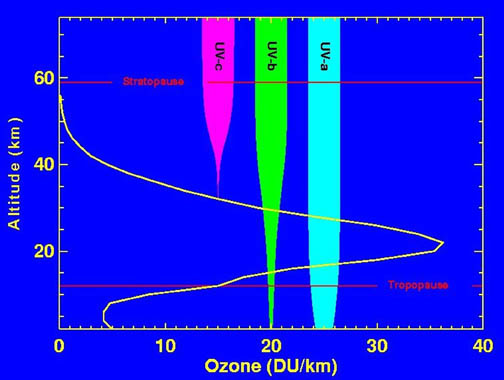
Filtration des UV par la stratosphère.

Concentration et « trou d'ozone » au-dessus de l'hémisphère sud.

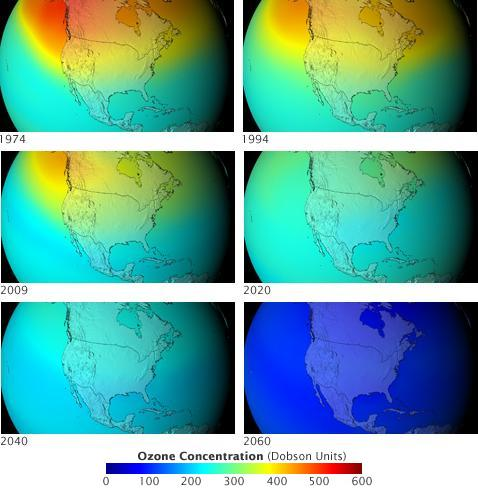
Modélisation de la disparition de la couche d'ozone : Ce qui serait arrivé si les CFC n'avaient pas été interdits

La couche d'ozone ou ozonosphère est la partie de la stratosphère de la Terre qui contient une quantité relativement importante d'ozone (concentration de l'ordre de un pour cent mille). À haute altitude, la couche d'ozone est utile : elle absorbe la plus grande partie du rayonnement solaire ultraviolet dangereux pour les organismes. Elle a donc un rôle protecteur pour les êtres vivants et les écosystèmes.
Cette couche est distincte de l'ozone troposphérique de plus basse altitude, qui est un gaz à effet de serre et un polluant.

## Découverte et historique
L'existence de la couche d'ozone a été démontrée en 1913 par les physiciens français Henri Buisson et Charles Fabry grâce à leur interféromètre optique. Cet ozone est produit par l'action des UV, du rayonnement solaire, sur les molécules de dioxygène à haute altitude. Sydney Chapman propose le mécanisme de formation en 1930. Elle renvoie les rayons solaires et n'en laisse pénétrer que 50 % dans la troposphère.
À la fin des années 1970, notamment grâce aux campagnes de mesures par ballon-sondes, les scientifiques mettent en évidence une diminution périodique de l'ozone antarctique, phénomène alors baptisé « trou de la couche d'ozone ». Ce trou grandit au printemps dans l'Antarctique (à la fin de la nuit polaire) durant plusieurs mois avant de se réduire, jusqu'au printemps suivant où il s'étend à nouveau. D'autres études à partir de ballons évoluant à haute altitude et d'observation satellitaire et météorologiques révèlent que la proportion d'ozone arctique est aussi en diminution.
Cette découverte est à l'origine de la signature en 1987 du Protocole de Montréal visant à bannir la création par l'industrie de substances chimiques chlorées aboutissant à la destruction de la couche d'ozone. Ces substances sont principalement les CFC utilisés dans les systèmes de refroidissements (réfrigérateurs, climatiseurs…).

## Ozone (utile ou nocif selon son altitude)
Selon son altitude, on considère l'ozone comme :
- « bon ozone », quand il est présent dans la stratosphère[N 2] : bon, car il nous protège des rayons UV-C (ultraviolet) et de leurs effets ;
- le « mauvais ozone », quand il se forme dans la troposphère (couche basse de l'atmosphère[N 3]) : mauvais, car c'est celui que toutes les espèces animales, dont l'homme, sont amenées à inhaler et qui présente, selon sa concentration, une certaine toxicité (voir Normes de qualité de l'air).

Sans la couche d'ozone dans la haute atmosphère, la vie telle que la planète l'a connue depuis la fin de l'Archéen, n'aurait été possible que dans les océans[réf. nécessaire], à une profondeur suffisante de la surface des eaux (les UV ne pénétrant qu'à quelques mètres sous la surface). Ce fut le cas au cours de l'éon Archéen, lorsque l'atmosphère de la Terre était dépourvue de dioxygène (et donc de couche d'ozone).

## Ozone stratosphérique
Il se forme et persiste entre 20 et 40 km d'altitude. Il est cependant en réalité très dilué dans l'atmosphère locale : sa teneur est de l'ordre de quelques ppm à quelques dizaines de ppm dans la couche d'ozone elle-même qui est un mélange gazeux à faible pression.
En fait si cet ozone était regroupé en une couche à l'état pur, il aurait dans les conditions normales de température et de pression (c'est-à-dire les conditions moyennes à la surface de la Terre) une épaisseur de seulement 3 mm, soit 300 unités Dobson (DU).

### Processus de formation

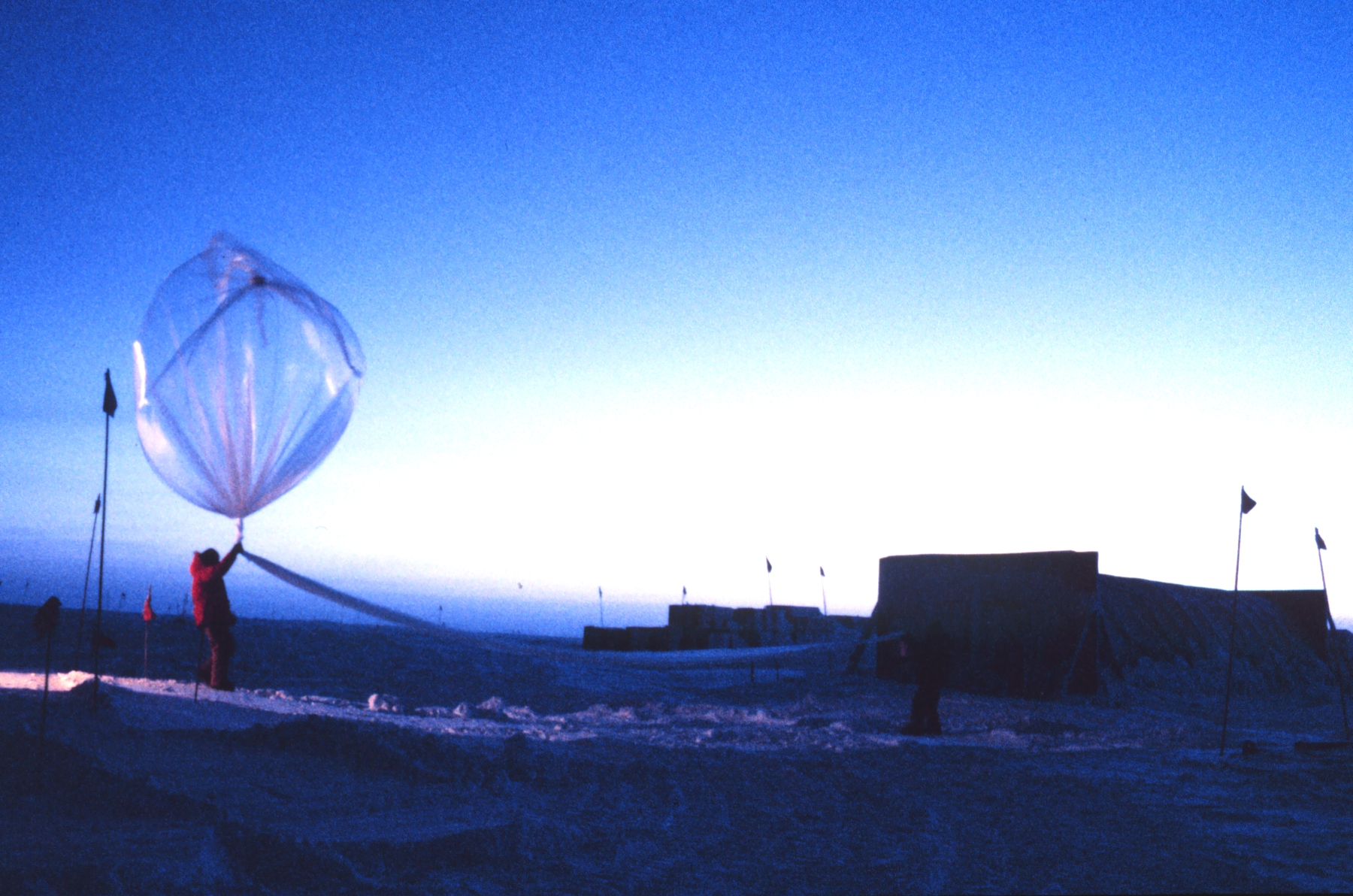
Lancement d'un ballon sonde pour des mesures dans la couche d'ozone.

L'ozone est produit à partir du dioxygène, composé de deux atomes d'oxygène(O2). Aux altitudes supérieures à 30 km, le rayonnement solaire possède encore une énergie suffisante pour casser une partie des molécules de dioxygène et libérer les atomes. Un atome d'oxygène tendant à ne pas rester seul pour des raisons de stabilité, doit se recombiner à un autre élément ; il interagit donc avec une autre molécule de dioxygène (O2) présente pour former une nouvelle molécule, composée de trois atomes d'oxygène : l'ozone (O3).
O2 + rayonnement solaire → O + O et O + O2 → O3
Cette réaction chimique est la seule qui, dans la stratosphère, produise de l'ozone. Mais puisque tout l'oxygène n'est pas transformé en ozone dans ce processus, il existe donc un facteur limitant sa concentration. Primitivement, une certaine quantité d'ozone est apparue, il y a plus de deux milliards d'années, lorsque l'oxygène est devenu permanent avec une concentration de l'ordre du pour cent. La concentration observée aujourd'hui résulte d'un équilibre entre la production d'ozone par le rayonnement solaire, et certains processus de destruction : en temps normal, tout l'ozone produit en « trop plein du réservoir » est détruit. C'est ce que l'on appelle un équilibre dynamique.

### Équilibre dynamique
Le jour, à haute altitude, le rayonnement solaire peut dissocier la molécule d'ozone en une molécule de dioxygène et un atome d'oxygène :
O3 + rayonnement → O2 + O
Durant la nuit et en particulier la nuit polaire, cette réaction n'existe pas puisqu'il n'y a plus de rayonnement solaire. Une autre réaction devient alors prépondérante : la recombinaison d'un atome d'oxygène et d'une molécule d'ozone pour donner deux molécules de dioxygène :
O3 + O → 2 O2
C'est ce que l'on appelle la décomposition spontanée de l'ozone. Mais l'ensemble de ces deux réactions ne peut rendre compte que de 20 % de la destruction naturelle de l'ozone, alors que pour parvenir à un équilibre il faut que la perte soit égale à la production. Ce problème met en évidence la fragilité de l'équilibre de l'ozone. En effet, si les deux réactions ci-dessus avaient pu suffire à compenser la surproduction d'ozone, l'équilibre de ce dernier ne dépendrait que de la quantité de dioxygène présent dans la haute atmosphère, et cet équilibre aurait été difficilement perturbable, mais les composés chlorés perturbent cet équilibre. Les composés bromés, et les oxydes d'azote (NOx) contribuent également à cette destruction.

### Action des composés chlorés
Parvenues dans la stratosphère, les molécules de composés chlorés sont décomposées par le rayonnement solaire, les produits de cette décomposition détruisant les molécules d'ozone par le jeu de réactions catalytiques.
Une source naturelle abondante de chlore organique est le chlorure de méthyle, principalement produit dans les océans par les micro-organismes et les algues. La concentration ne dépasse pas 0,6 milliardième, limite naturelle du taux de chlore organique dans l'atmosphère.
Inventés dans les années 1930, les chlorofluorocarbures (C.F.C.) ont connu un développement important à partir des années 1950 à cause de leurs propriétés remarquables (ininflammables, facilement compressibles, non solubles) et, comme ils n'ont qu'une faible réactivité chimique, on les croyait peu toxiques pour l'environnement. Utilisés principalement dans l'industrie du froid, dans les bombes aérosols comme propulseur, en solvants pour l'industrie électronique, dans les mousses synthétiques et les agents extincteurs ; ils sont essentiellement dus à l'activité humaine. La production des CFC est très importante. Pour les deux principaux, le trichlorofluorométhane (CFC 11) et le dichlorofluorométhane (R 21), la production est passée de 50 000 à 100 000 t au début des années 1960 jusqu'à 500 000 t en 1999. Cela représente une croissance de 5 à 6 % par an, soit pratiquement un doublement de la quantité tous les dix ans.
Les vents brassent l'atmosphère en permanence :
- horizontalement, avec un temps moyen de transport d'un pôle à l'autre de l'ordre de deux ou trois ans ;
- verticalement, avec une homogénéisation de l'atmosphère jusqu'à 80 km d'altitude.

En deux ou trois ans, les CFC se retrouvent donc dans l'atmosphère sous toutes les latitudes, aussi bien à l'équateur qu'aux pôles. Puis, en 15 ans, ils montent dans la haute atmosphère.
À cela s'ajoute un autre effet, les CFC présents dans la stratosphère en 1997 sont ceux qui ont été produits entre 1977 et 1982, ce qui ne représente que 40 % de ce qui a été produit jusqu'à ce jour. Les 60 % restants sont encore en train de se mélanger et de monter. Du fait de ce retard, les effets des CFC produits ces dernières années se feront encore sentir dans 60 ans.

### Bilan
Ainsi, la quantité de chlore organique naturellement présente dans la stratosphère est d'environ 0,6 milliardième, alors qu'aujourd'hui la proportion totale de chlore organique atteint 3,5 milliardièmes. Elle a été multipliée par 5 en 20 ans, ce qui a entraîné une rupture de l'équilibre dynamique.
En hiver, la destruction d'ozone est limitée à sa destruction spontanée. Au printemps, elle devient très importante car il y a déjà des UV, beaucoup de cristaux de glace dans la stratosphère et parce que la circulation atmosphérique, le vortex polaire autour de l'Antarctique, empêche le remplacement de l'ozone détruit par de l'ozone provenant du nord de l'Antarctique.
Dès la fin du printemps, l'amincissement est moins important parce que la quantité de cristaux de glace diminue, et aussi parce que la circulation atmosphérique change : il y a alors un mélange entre l'air antarctique et l'air venu du nord qui apporte de l'ozone. Enfin, et surtout, la génération de l'ozone à partir de l'oxygène a repris avec l'allongement de l’ensoleillement diurne.

## Statistiques

### Perte continue d'ozone en Antarctique

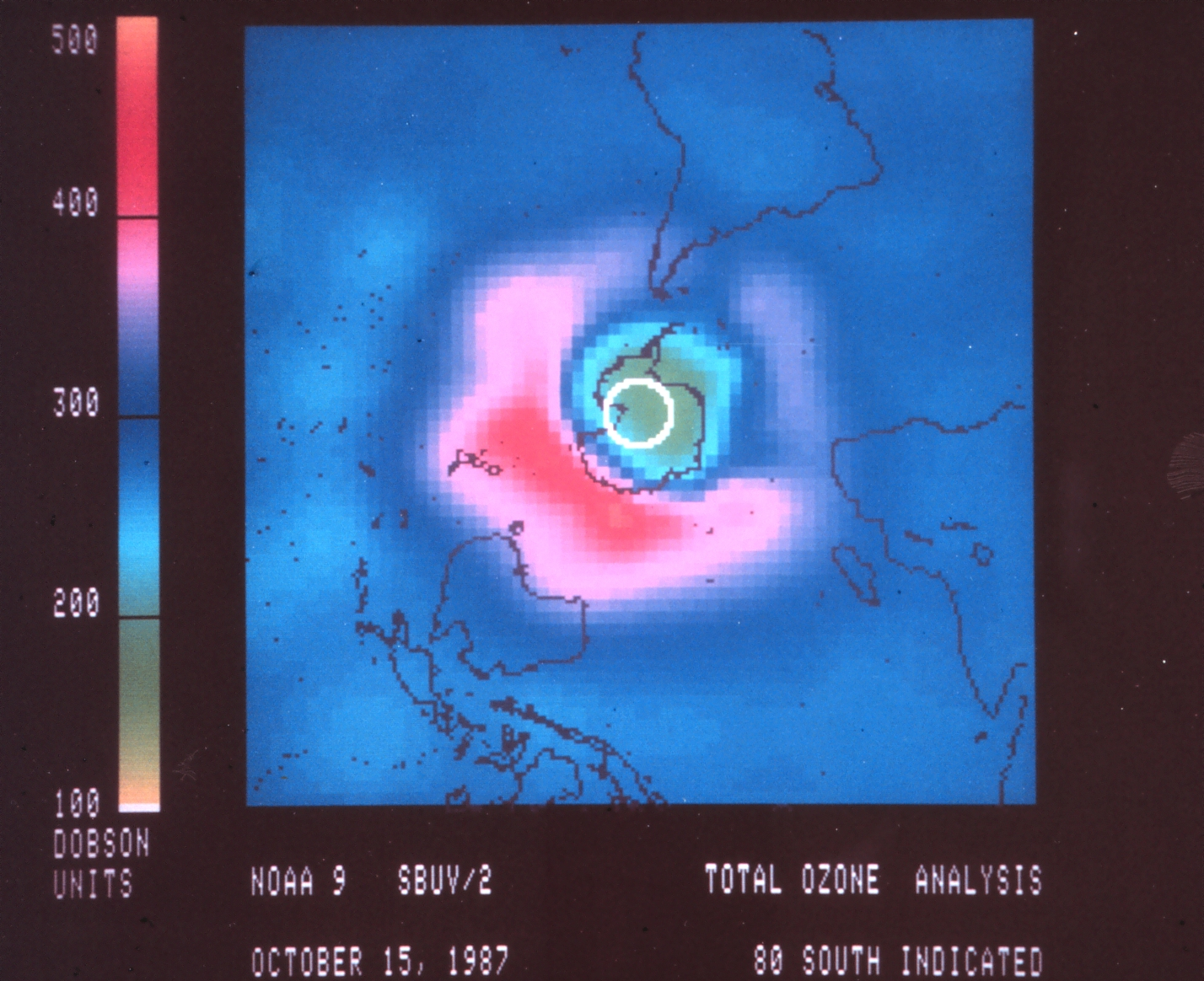
Carte du trou d'ozone au-dessus de l'Antarctique le 15 octobre 1987.

La couche d'ozone est aujourd'hui, observée par un réseau de stations au sol tel la station Halley, à 76° S, où des observations de l’ozone sont effectuées depuis 1956. Plus récemment, la précision des observations s'est améliorée grâce aux satellites artificiels construits, entre autres, par la NASA (USA).
Les variations pluriannuelles depuis 1957 de l'épaisseur de la couche d'ozone peuvent aussi être mesurées par le taux de flavonoïdes contenus dans des mousses (notamment Bryum argenteum) conservées dans des herbiers. Cependant, les observations sérieuses de la couche d'ozone n'ont été réalisés que depuis une soixantaine d'années.
C'est en 1985 que l'alerte a été donnée avec la découverte d'une diminution importante de la concentration d'ozone au cours des mois de septembre et d'octobre au-dessus du continent Antarctique. Une réduction de près de 50 % du contenu total d'ozone était observée, se produisant au cours du printemps austral et couvrant toute la surface de l'Antarctique.
Depuis la fin des années 1970, l'épaisseur de l'ozone est passée, en certains endroits, de l'équivalent de 3 mm à 2 et même 1,5 mm aujourd'hui, en moyenne pour le mois d'octobre.
C'est cette diminution relative de l'épaisseur de la couche d'ozone stratosphérique (par rapport à son épaisseur standard ou initiale de 300 DU), que l'on nomme « trou d'ozone » ou « trou dans la couche d'ozone ». Le protocole de Montréal en 1987, a permis à la communauté internationale de réaliser une prise de conscience , aboutissant à des mesures concrètes pour limiter la propagation humaine des gaz CFC.
En 2000, 2001 et 2003, le trou dans la couche d'ozone a atteint une superficie jamais observée avant 2000, alors que celui de 2002 était le plus petit qui ait été observé depuis 1998.
En effet, à la fin de l'été 2003, le trou a de nouveau atteint un record de superficie… pour diminuer rapidement durant le mois d'octobre. En 2006, un nouveau record a été enregistré au-dessus de l'Antarctique.
En 2006, l'ONU et les experts alertent sur le fait que la couche d'ozone se reconstitue moins vite que prévu, en raison probablement de l'utilisation persistante de gaz interdits, de type CFC.
L'utilisation d'un modèle a permis d'attribuer la pause observée en 2015 à l'éruption du volcan chilien Calbuco et de montrer que la baisse des concentrations de chlore et de brome était bien responsable de l'amélioration observée à long terme.

### Perte d'ozone en Arctique
Dans l'océan Arctique, l'ampleur du phénomène n'atteint pas encore celle qui est observée dans l'hémisphère sud.
Le fait que la perte d'ozone, si importante en Antarctique, soit moindre au-dessus de l'Arctique découle des différences climatiques entre ces deux régions. Le refroidissement de la stratosphère polaire est en effet moins intense au nord où, en moyenne, les températures sont de 15 à 20 °C supérieures à celles observées au pôle Sud.
Cette différence entre les deux pôles est d'origine géographique : le continent antarctique est isolé au milieu des océans dans l'hémisphère sud. Dans l'hémisphère nord, au contraire, une alternance de continents et d'océans, de zones de hautes et de basses pressions atmosphériques contribue à créer un mouvement continu des masses d'air tel que le pôle Nord ne reste jamais totalement isolé. L'air des latitudes moyennes, plus chaud, arrive donc toujours au pôle, y augmentant ainsi les températures moyennes.
En exploitant des données fournies par un satellite de la NASA chargé de la recherche de la haute atmosphère, les chercheurs ont remarqué que les nuages stratosphériques de l'Antarctique ont une durée de vie deux fois plus longue que ceux situés au-dessus de l'Arctique.
Le satellite MetOp-A a observé le trou d'ozone en 2007.
En 2011, le trou dans la couche d'ozone a atteint des valeurs record dans l'Arctique, avec une perte de 80 % de l'ozone, entre 15 et 20 km d'altitude, dans la periode d'hiver 2010 - printemps 2011.

### Début de résorption
Toutefois, en 2014, un rapport de L’Union météorologique mondiale et du Programme des Nations unies pour l’environnement faisait état d’une stabilisation et même d’un début de résorption sous les latitudes moyennes de l’hémisphère nord. En juin 2016, une étude dirigée par Susan Salomon et publiée dans la revue Science concluait à une réduction du trou dans la couche d'ozone en Antarctique de plus de 4 millions de kilomètres carrés depuis 2000, soit environ la moitié de la superficie des États-Unis. Selon les chercheurs, cette amélioration, qui restait à confirmer, s’expliquait pour partie par la diminution des émissions de gaz chlorés (les CFC notamment) et bromés ; mais aussi par l'effet de serre anthropique. En effet, le réchauffement induit par les gaz à effet de serre (CO2, méthane, etc.) provoque paradoxalement un refroidissement de la stratosphère. Or comme l’explique Slimane Bekki, chercheur au CNRS : « ce refroidissement ralentit les réactions chimiques qui détruisent l’ozone ».
En 2018, l'ONU indique que la couche d'ozone est en voie de guérison. Néanmoins, une étude publiée dans Science révèle que le rythme de réduction des émissions de CFC-11 s'est ralenti de 50 % depuis 2012, traduisant une nouvelle production de CFC-11 non déclarée à l'encontre du protocole de Montréal. Cette production est suspectée de provenir d'industriels chinois,.

## Effets des ultraviolets sur les organismes vivants
Les ultraviolets sont des agents mutagènes : ils détériorent l'ADN des cellules, ce qui dérègle leurs activités biologiques (ex. : cancer) ou les détruit (coup de soleil).
Le 9 octobre 2003, au sud du Chili, la couche d'ozone qui avait perdu 50 % de son épaisseur habituelle, offrait si peu de protection contre les ultraviolets que ce jour-là, il suffisait de passer cinq minutes dehors sans protection pour attraper un coup de soleil[réf. nécessaire]. Le sud du Chili n'est pas la seule zone atteinte, d'autres régions de l'Australie et de la Nouvelle-Zélande ont également connu des épisodes semblables. De plus, les rayons ultraviolets perturbent les divisions cellulaires des micro-organismes aquatiques, ce qui a de graves conséquences sur la vie aux pôles. En plus des cancers de la peau, on observe aussi un affaiblissement général du système immunitaire.

## Sur Mars
Sur la planète Mars, trois couches d'ozone distinctes ont été identifiées dans son atmosphère. Une couche est située en dessous de 30 km d'altitude, une autre est présente durant le printemps et l'été de l'hémisphère nord martien (entre 30 et 60 km) et une autre au-dessus du pôle sud entre 40 et 60 km. La couche présente au-dessus du pôle sud n'a pas d'équivalent au pôle nord.

## Préservation planétaire

### Mesures prises
Le Protocole de Montréal, signé en septembre 1987 puis révisé à Londres, Copenhague, Montréal et Pékin jusqu'en 1999, a préconisé une diminution des émissions de CFC de 50 % en dix ans. Sa ratification universelle (196 pays) a été atteinte en 2009, ce qui constitue un évènement puisqu'il est le premier traité environnemental international à atteindre ce statut.
L'Union européenne a proposé en 1989 une interdiction totale de l'utilisation des CFC (chlorofluorocarbure) durant les années 1990, qui fut approuvée par les États-Unis. L'Union européenne s'est ensuite dotée d'outils juridiques, dont le règlement européen (1005/2009) visant à transposer le Protocole de Montréal en droit européen, tout en fixant des objectifs plus ambitieux de réduction ou d'interdiction de certains gaz détruisant la couche d'ozone.

### Avenir
Les délégués de 190 pays réunis à Montréal le 12 septembre 2007 ont pu saluer, vingt ans après la signature du protocole, la réussite du projet qui se concrétise par un arrêt total de la production des chlorofluorocarbures prévu en 2010 et une estimation optimiste de la communauté scientifique : la couche d'ozone retrouvera normalement son état de 1980 entre 2055 et 2065.
Il était prévu d'éliminer les hydrochlorofluorocarbures, les principaux substituts des chlorofluorocarbures, d'ici à 2020 pour les pays industrialisés et 2040 pour les pays en voie de développement. Des chercheurs ont établi récemment que l'élimination précoce (dix ans plus tôt, soit en 2030) des hydrochlorofluorocarbures réduirait l'effet de serre dans une proportion supérieure à ce que doit permettre le Protocole de Kyoto sur le changement climatique. Un accord a été conclu, lors de cette 19e réunion des parties qui permet une accélération de la sortie de l'utilisation des hydrochlorofluorocarbures. En vertu de cette entente, la production de ces substances sera gelée en 2013 à son niveau moyen de 2009-2010. Les pays industrialisés arrêteront la production et la consommation en 2020, réduisant celles-ci de 75 % en 2010 et 90 % en 2015. Les pays en développement réduiront de 10 % en 2015, 35 % en 2020, 67,5 % en 2025, gardant 2,5 % en moyenne sur les cinq dernières années pour la maintenance.
Si le lien de causalité entre CFC et trou est démontré ou si ce dernier disparaît sur une longue période on pourra établir que le Protocole de Montréal a été un succès de la communauté internationale, capable de résoudre des problèmes environnementaux.
Un rapport scientifique de l'ONU, publié en janvier 2023, indique que la couche d'ozone est « en bonne voie » pour se reconstituer en 40 ans. Cependant, certains projets tels que l'injection de particules dans l'atmosphère, « pourrai[en]t avoir pour conséquence une grave baisse du niveau de l'ozone », selon le coprésident du panel scientifique.